# Série de livros
Uma série de livros é uma sequência de livros com certas características em comum que são formalmente identificadas como um grupo. As séries de livros podem ser organizadas de diferentes maneiras, como escritas pelo mesmo autor ou comercializadas como um grupo por sua editora .

## Série de reimpressão dos editores

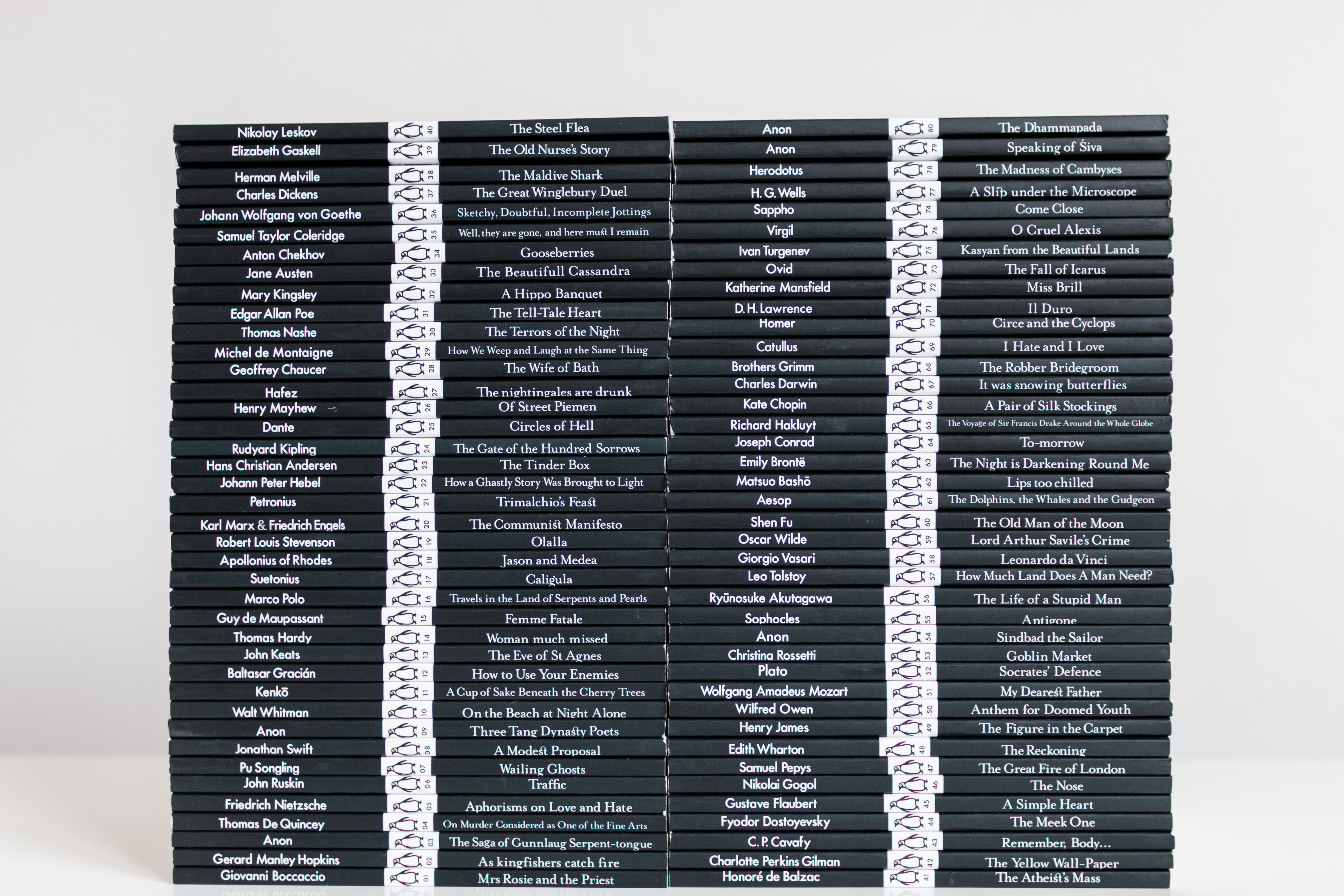
Coleção da série Penguin Books Little Black Classics

A série de reimpressões de livros de ficção de domínio público (e às vezes não-ficção) apareceu já no século XVIII, com a série The Poets of Great Britain Complete from Chaucer to Churchill (fundada pelo editor britânico John Bell em 1777).
Em 1841, a editora alemã Tauchnitz lançou a Coleção de Autores Britânicos e Americanos, uma série de reimpressões de edições encadernadas de baixo custo de obras de domínio público e obras de ficção e não-ficção protegidas por direitos autorais. Esta série de livros foi única para pagar autores vivos das obras publicadas, embora a proteção de direitos autorais não existisse entre as nações no século XIX.
Mais tarde, a série de reimpressões britânicas incluiria a Routledge's Railway Library ( George Routledge, 1848–99), a Oxford World's Classics ( Oxford University Press, de 1901), a Everyman's Library ( JM Dent, de 1906), a Penguin Classics ( Penguin Books, de 1945) e a Penguin English Library (de 1963).

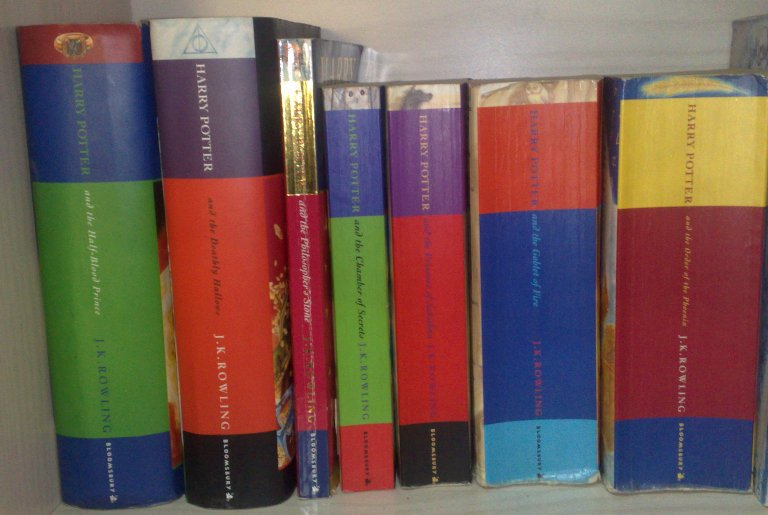
Coleção dos sete livros da série Harry Potter